# Бекслихит и Крейфорд (избирательный округ)
Бекслихи́т и Кре́йфорд (англ. Bexleyheath and Crayford) — одномандатный парламентский избирательный округ Великобритании. В Палате общин Парламента Великобритании округ с 2005 года представляет Дэвид Эвеннетт, консерватор.
Округ был создан в 1997 году из частей бывших округов Бекслихит и Эрит и Крейфорд.

## Границы

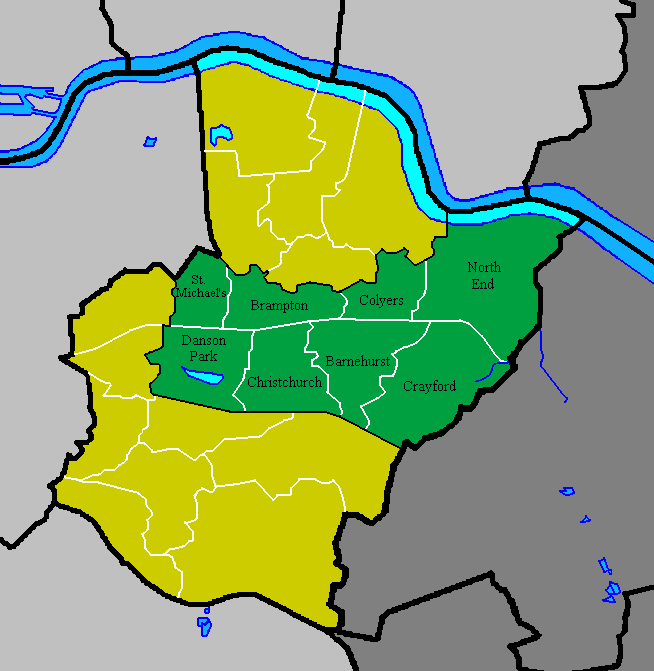
Пересмотренные границы избирательного округа Бекслихит и Крейфорд (зелёный) в составе лондонского боро Бексли (жёлтый)

### Пересмотр границ
- 1997—2010 — участки Лондонского боро Бексли: Барнехерст, Барнехерст Норт, Босталл, Брамптон, Крайстчерч, Крейфорд, Норт-Энд, Сент-Майклс и Аптон.
- 2010 год — настоящее время — участки Лондонского боро Бексли: Барнехерст, Брамптон, Крайстчерч, Колайерс, Крейфорд, Дэнсон-парк, Норт-Энд и Сент-Майклс.

После пересмотра парламентского представительства в Южном Лондоне и в результате изменения границ округов Комиссия по установлению границ рекомендовала перевести часть участка Дэнсон-парк в округ Бекслихит и Крейфорд из округа Олд-Бексли и Сидкап; часть участка Колайерс вывести из округа Эрит и Темзмид; а части участков Леснес-Эбби, Бельведер, Нортумберленд-Хит и Эрит перевести в округ Бекслихит и Крейфорд из округа Эрит и Темзмид.

## Профиль избирательного округа
Большая часть территории состоит из пригородов, застроенных в XX веке. Здесь есть четыре железнодорожные станции, и многие жители используют их для поездок в центральный Лондон. Бекслихит является крупным торговым и развлекательным центром для всего лондонского боро Бексли.
Уровень здоровья и благосостояния жителей соответствует средним показателям по Великобритании.

## Члены парламента
См. Бексли, Бекслихит и Эрит и Крейфорд для соответствующих результатов с 1955 по 1997 годы.
| Выборы | Выборы | Депутат        | Партия         |
| ------ | ------ | -------------- | -------------- |
|        | 1997   | Найджел Берд   | Лейбористская  |
|        | 2005   | Дэвид Эвеннетт | Консервативная |

## Результаты выборов

### Выборы в 2010-х
| Парламентские выборы в Великобритании (2019): Бекслихит и Крейфорд | Парламентские выборы в Великобритании (2019): Бекслихит и Крейфорд | Парламентские выборы в Великобритании (2019): Бекслихит и Крейфорд | Парламентские выборы в Великобритании (2019): Бекслихит и Крейфорд | Парламентские выборы в Великобритании (2019): Бекслихит и Крейфорд | Парламентские выборы в Великобритании (2019): Бекслихит и Крейфорд |
| Партия                                                             | Партия                                                             | Кандидат                                                           | Голоса                                                             | %                                                                  | ±%                                                                 |
| ------------------------------------------------------------------ | ------------------------------------------------------------------ | ------------------------------------------------------------------ | ------------------------------------------------------------------ | ------------------------------------------------------------------ | ------------------------------------------------------------------ |
|                                                                    | Консервативная                                                     | Дэвид Эвеннетт                                                     | 25 856                                                             | 59,8                                                               | ▲4,2                                                               |
|                                                                    | Лейбористская                                                      | Анна Дэй                                                           | 12 753                                                             | 29,5                                                               | ▼6,0                                                               |
|                                                                    | Либеральные демократы                                              | Дэвид Макбрайд                                                     | 2819                                                               | 6,5                                                                | ▲3,8                                                               |
|                                                                    | Зелёные                                                            | Тони Болл                                                          | 1298                                                               | 3,0                                                                | ▲1,7                                                               |
|                                                                    | Английские демократы                                               | Грэм Мур                                                           | 520                                                                | 1,2                                                                | Новый                                                              |
| Большинство                                                        | Большинство                                                        | Большинство                                                        | 13 103                                                             | 30,3                                                               | ▲10,3                                                              |
| Явка                                                               | Явка                                                               | Явка                                                               | 43 246                                                             | 66,1                                                               | ▼3,1                                                               |
|                                                                    | Консервативная (удержание)                                         | Консервативная (удержание)                                         | Свинг                                                              | ▲5,1                                                               |                                                                    |

| Парламентские выборы в Великобритании (2017): Бекслихит и Крейфорд | Парламентские выборы в Великобритании (2017): Бекслихит и Крейфорд | Парламентские выборы в Великобритании (2017): Бекслихит и Крейфорд | Парламентские выборы в Великобритании (2017): Бекслихит и Крейфорд | Парламентские выборы в Великобритании (2017): Бекслихит и Крейфорд | Парламентские выборы в Великобритании (2017): Бекслихит и Крейфорд |
| Партия                                                             | Партия                                                             | Кандидат                                                           | Голоса                                                             | %                                                                  | ±%                                                                 |
| ------------------------------------------------------------------ | ------------------------------------------------------------------ | ------------------------------------------------------------------ | ------------------------------------------------------------------ | ------------------------------------------------------------------ | ------------------------------------------------------------------ |
|                                                                    | Консервативная                                                     | Дэвид Эвеннетт                                                     | 25 113                                                             | 55,6                                                               | ▲8,3                                                               |
|                                                                    | Лейбористская                                                      | Стефано Борелла                                                    | 16 040                                                             | 35,5                                                               | ▲9,3                                                               |
|                                                                    | Партия независимости                                               | Майк Ферро                                                         | 1944                                                               | 4,3                                                                | ▼16,7                                                              |
|                                                                    | Либеральные демократы                                              | Саймон Рейнольдс                                                   | 1201                                                               | 2,7                                                                | ▼0,3                                                               |
|                                                                    | Зелёные                                                            | Айвор Лобо                                                         | 601                                                                | 1,3                                                                | ▼0,9                                                               |
|                                                                    | БНП                                                                | Питер Финч                                                         | 290                                                                | 0,9                                                                | Новый                                                              |
| Большинство                                                        | Большинство                                                        | Большинство                                                        | 9073                                                               | 20,1                                                               | ▼1,0                                                               |
| Явка                                                               | Явка                                                               | Явка                                                               | 45 189                                                             | 69,2                                                               | ▲1,8                                                               |
|                                                                    | Консервативная (удержание)                                         | Консервативная (удержание)                                         | Свинг                                                              | ▼0,65                                                              |                                                                    |

| Парламентские выборы в Великобритании (2015): Бекслихит и Крейфорд | Парламентские выборы в Великобритании (2015): Бекслихит и Крейфорд | Парламентские выборы в Великобритании (2015): Бекслихит и Крейфорд | Парламентские выборы в Великобритании (2015): Бекслихит и Крейфорд | Парламентские выборы в Великобритании (2015): Бекслихит и Крейфорд | Парламентские выборы в Великобритании (2015): Бекслихит и Крейфорд |
| Партия                                                             | Партия                                                             | Кандидат                                                           | Голоса                                                             | %                                                                  | ±%                                                                 |
| ------------------------------------------------------------------ | ------------------------------------------------------------------ | ------------------------------------------------------------------ | ------------------------------------------------------------------ | ------------------------------------------------------------------ | ------------------------------------------------------------------ |
|                                                                    | Консервативная                                                     | Дэвид Эвеннетт                                                     | 20 643                                                             | 47,3                                                               | ▼3,2                                                               |
|                                                                    | Лейбористская                                                      | Стефано Борелла                                                    | 11 451                                                             | 26,2                                                               | ▼0,3                                                               |
|                                                                    | Партия независимости                                               | Крис Аттард                                                        | 9182                                                               | 21,0                                                               | ▲17,4                                                              |
|                                                                    | Либеральные демократы                                              | Ричард Дэвис                                                       | 1308                                                               | 3,0                                                                | ▼9,7                                                               |
|                                                                    | Зелёные                                                            | Стелла Гардинер                                                    | 950                                                                | 2,2                                                                | ▲1,3                                                               |
|                                                                    | Английские демократы                                               | Мэгги Янг                                                          | 151                                                                | 0,3                                                                | ▼0,8                                                               |
| Большинство                                                        | Большинство                                                        | Большинство                                                        | 9192                                                               | 21,1                                                               | ▼2,9                                                               |
| Явка                                                               | Явка                                                               | Явка                                                               | 43 685                                                             | 67,4                                                               | ▲1,0                                                               |
|                                                                    | Консервативная (удержание)                                         | Консервативная (удержание)                                         | Свинг                                                              | ▼1,4                                                               |                                                                    |

| Парламентские выборы в Великобритании (2010): Бекслихит и Крейфорд | Парламентские выборы в Великобритании (2010): Бекслихит и Крейфорд | Парламентские выборы в Великобритании (2010): Бекслихит и Крейфорд | Парламентские выборы в Великобритании (2010): Бекслихит и Крейфорд | Парламентские выборы в Великобритании (2010): Бекслихит и Крейфорд | Парламентские выборы в Великобритании (2010): Бекслихит и Крейфорд |
| Партия                                                             | Партия                                                             | Кандидат                                                           | Голоса                                                             | %                                                                  | ±%                                                                 |
| ------------------------------------------------------------------ | ------------------------------------------------------------------ | ------------------------------------------------------------------ | ------------------------------------------------------------------ | ------------------------------------------------------------------ | ------------------------------------------------------------------ |
|                                                                    | Консервативная                                                     | Дэвид Эвеннетт                                                     | 21 794                                                             | 50,5                                                               | ▲3,9                                                               |
|                                                                    | Лейбористская                                                      | Говард Доубер                                                      | 11 450                                                             | 26,5                                                               | ▼7,7                                                               |
|                                                                    | Либеральные демократы                                              | Карелия Скотт                                                      | 5502                                                               | 12,7                                                               | ▼0,4                                                               |
|                                                                    | БНП                                                                | Стивен Джеймс                                                      | 2042                                                               | 4,7                                                                | ▲1,8                                                               |
|                                                                    | Партия независимости                                               | Джон Данфорд                                                       | 1557                                                               | 3,6                                                                | ▲0,4                                                               |
|                                                                    | Английские демократы                                               | Джон Гриффитс                                                      | 466                                                                | 1,1                                                                | Новый                                                              |
|                                                                    | Зелёные                                                            | Эдриан Росс                                                        | 371                                                                | 0,9                                                                | Новый                                                              |
| Большинство                                                        | Большинство                                                        | Большинство                                                        | 10 344                                                             | 24,0                                                               | ▲13,3                                                              |
| Явка                                                               | Явка                                                               | Явка                                                               | 43 182                                                             | 66,4                                                               | ▲1,8                                                               |
|                                                                    | Консервативная (удержание)                                         | Консервативная (удержание)                                         | Свинг                                                              | ▲5,8                                                               |                                                                    |

### Выборы в 2000-х
| Парламентские выборы в Великобритании (2005): Бекслихит и Крейфорд | Парламентские выборы в Великобритании (2005): Бекслихит и Крейфорд | Парламентские выборы в Великобритании (2005): Бекслихит и Крейфорд | Парламентские выборы в Великобритании (2005): Бекслихит и Крейфорд | Парламентские выборы в Великобритании (2005): Бекслихит и Крейфорд | Парламентские выборы в Великобритании (2005): Бекслихит и Крейфорд |
| Партия                                                             | Партия                                                             | Кандидат                                                           | Голоса                                                             | %                                                                  | ±%                                                                 |
| ------------------------------------------------------------------ | ------------------------------------------------------------------ | ------------------------------------------------------------------ | ------------------------------------------------------------------ | ------------------------------------------------------------------ | ------------------------------------------------------------------ |
|                                                                    | Консервативная                                                     | Дэвид Эвеннетт                                                     | 19 722                                                             | 46,3                                                               | ▲6,4                                                               |
|                                                                    | Лейбористская                                                      | Найджел Берд                                                       | 15 171                                                             | 35,6                                                               | ▼8,0                                                               |
|                                                                    | Либеральные демократы                                              | Дэвид Равал                                                        | 5144                                                               | 12,1                                                               | ▲1,0                                                               |
|                                                                    | Партия независимости                                               | Джон Данфорд                                                       | 1302                                                               | 3,1                                                                | ▲1,2                                                               |
|                                                                    | БНП                                                                | Джей Ли                                                            | 1245                                                               | 2,9                                                                | ▼0,6                                                               |
| Большинство                                                        | Большинство                                                        | Большинство                                                        | 4551                                                               | 10,7                                                               |                                                                    |
| Явка                                                               | Явка                                                               | Явка                                                               | 42 584                                                             | 65,5                                                               | ▲2,0                                                               |
|                                                                    | Консервативная (перехват у Лейбористская партия (Великобритания))  | Консервативная (перехват у Лейбористская партия (Великобритания))  | Свинг                                                              | ▲7,2                                                               |                                                                    |

| Парламентские выборы в Великобритании (2001): Бекслихит и Крейфорд | Парламентские выборы в Великобритании (2001): Бекслихит и Крейфорд | Парламентские выборы в Великобритании (2001): Бекслихит и Крейфорд | Парламентские выборы в Великобритании (2001): Бекслихит и Крейфорд | Парламентские выборы в Великобритании (2001): Бекслихит и Крейфорд | Парламентские выборы в Великобритании (2001): Бекслихит и Крейфорд |
| Партия                                                             | Партия                                                             | Кандидат                                                           | Голоса                                                             | %                                                                  | ±%                                                                 |
| ------------------------------------------------------------------ | ------------------------------------------------------------------ | ------------------------------------------------------------------ | ------------------------------------------------------------------ | ------------------------------------------------------------------ | ------------------------------------------------------------------ |
|                                                                    | Лейбористская                                                      | Найджел Берд                                                       | 17 593                                                             | 43,6                                                               | ▼1,9                                                               |
|                                                                    | Консервативная                                                     | Дэвид Эвеннетт                                                     | 16 121                                                             | 39,9                                                               | ▲1,5                                                               |
|                                                                    | Либеральные демократы                                              | Ник О'Хара                                                         | 4476                                                               | 11,1                                                               | ▼0,1                                                               |
|                                                                    | БНП                                                                | Колин Смит                                                         | 1408                                                               | 3,5                                                                | ▲2,6                                                               |
|                                                                    | Партия независимости                                               | Джон Данфорд                                                       | 780                                                                | 1,9                                                                | ▲1,1                                                               |
| Большинство                                                        | Большинство                                                        | Большинство                                                        | 1472                                                               | 3,6                                                                | ▼3,5                                                               |
| Явка                                                               | Явка                                                               | Явка                                                               | 40 378                                                             | 63,5                                                               | ▼12,6                                                              |
|                                                                    | Лейбористская (удержание)                                          | Лейбористская (удержание)                                          | Свинг                                                              | ▼1,7                                                               |                                                                    |

### Выборы в 1990-х
| Парламентские выборы в Великобритании (1997): Бекслихит и Крейфорд | Парламентские выборы в Великобритании (1997): Бекслихит и Крейфорд | Парламентские выборы в Великобритании (1997): Бекслихит и Крейфорд | Парламентские выборы в Великобритании (1997): Бекслихит и Крейфорд | Парламентские выборы в Великобритании (1997): Бекслихит и Крейфорд | Парламентские выборы в Великобритании (1997): Бекслихит и Крейфорд |
| Партия                                                             | Партия                                                             | Кандидат                                                           | Голоса                                                             | %                                                                  | ±%                                                                 |
| ------------------------------------------------------------------ | ------------------------------------------------------------------ | ------------------------------------------------------------------ | ------------------------------------------------------------------ | ------------------------------------------------------------------ | ------------------------------------------------------------------ |
|                                                                    | Лейбористская                                                      | Найджел Берд                                                       | 21 942                                                             | 45,5                                                               |                                                                    |
|                                                                    | Консервативная                                                     | Дэвид Эвеннетт                                                     | 18 527                                                             | 38,4                                                               |                                                                    |
|                                                                    | Либеральные демократы                                              | Франсуаза Ж. Монтфорд                                              | 5391                                                               | 11,2                                                               |                                                                    |
|                                                                    | Партия референдума                                                 | Барри Р. Томас                                                     | 1551                                                               | 3,2                                                                |                                                                    |
|                                                                    | БНП                                                                | Полин Смит                                                         | 429                                                                | 0,9                                                                |                                                                    |
|                                                                    | Партия независимости                                               | У. Дженнер                                                         | 383                                                                | 0,8                                                                |                                                                    |
| Большинство                                                        | Большинство                                                        | Большинство                                                        | 3415                                                               | 7,1                                                                |                                                                    |
| Явка                                                               | Явка                                                               | Явка                                                               | 48 223                                                             | 76,1                                                               |                                                                    |
|                                                                    | Лейбористская победа (новое место)                                 |                                                                    |                                                                    |                                                                    |                                                                    |

### Комментарии
1. ↑  Районный избирательный округ
2. ↑  Как и все избирательные округа, избирательный округ Бекслихит и Крейфорд избирает одного члена парламента (MP) по мажоритарной системе выборов не реже одного раза в пять лет.